# Zielone skrzydło
Zielone Skrzydło – brytyjski sitcom.

## Opis fabuły
Akcja rozgrywa się w szpitalu i przedstawia zabawne przygody jego pracowników.
Doktor Caroline Todd jest tu nowa, a jej początek w pracy okazuje się daleki od ideału. Poznaje swoich nowych kolegów, wśród których jest między innymi dr Alan Statham - nudny radiolog, uwikłany w potajemny romans z pełną temperamentu szefową kadr, Joanne Clore.
Pracownicy zwracają się ze swoimi problemami do Sue White, która ma zajmować się ich rozwiązywaniem. Jednak kłopoty kolegów raczej ją śmieszą niż skłaniają do pomocy. W sferze jej głównych zainteresowań znajduje się chirurg, dr "Mac" Macartney, który zajmuje się głównie robieniem zakładów z anestezjologiem, Guyem.
Starszy pediatra, Dr Angela Hunter praktycznie nie ma problemów, oprócz jednego - niezbyt udanego pożycia intymnego ze swoim chłopakiem. Tymczasem jej koleżanki z administracji większość czasu poświęcają na opowieściach na temat swojego życia seksualnego.
W zespole wyróżniają się również dwaj lekarze stażyści: pewny siebie, sarkastyczny Boyce i nieudolny dr Martin Dear, który rozpaczliwie szuka dziewczyny i podkochuje się w dr Caroline Todd.